# Rhododendron oliganthum
Rhododendron oliganthum är en ljungväxtart som beskrevs av Herman Otto Sleumer. Rhododendron oliganthum ingår i släktet rododendron, och familjen ljungväxter. Inga underarter finns listade i Catalogue of Life.